# Депресія (геологія)

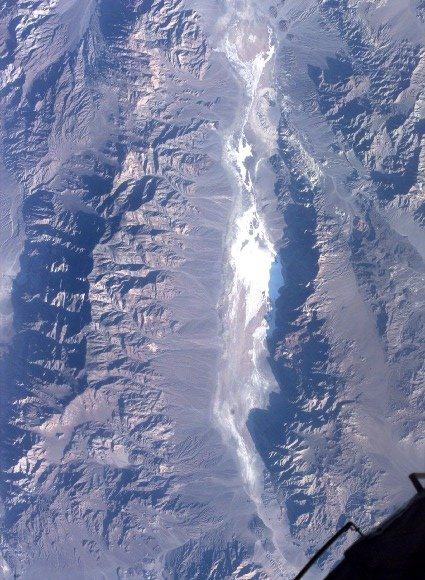
Долина Смерті (депресія), США

Депре́сія:
1) В геоморфології — будь-яке зниження земної поверхні; у вузькому значенні — западина або улоговина, яка лежить нижче рівня моря. Депресії бувають сухими або заповненими водою (Каспійське море).
2) Депресія тектонічна — область прогину земної кори, повністю або частково заповнена осадами.